# Combaillaux
Combaillaux (okzitanisch: Combalhòus) ist eine französische Gemeinde mit 1961 Einwohnern (Stand 1. Januar 2022) im Département Hérault in der Region Okzitanien. Sie gehört zum Arrondissement Lodève sowie zum Kanton Saint-Gély-du-Fesc.

## Geographie
Combaillaux liegt nordwestlich von Montpellier. Die Gemeinde grenzt im Norden an Murles, im Osten an Saint-Gély-du-Fesc, im Süden an Grabels, im Westen an Vailhauquès und Murles.

## Bevölkerungsentwicklung
| Bevölkerungsentwicklung | Bevölkerungsentwicklung | Bevölkerungsentwicklung | Bevölkerungsentwicklung | Bevölkerungsentwicklung | Bevölkerungsentwicklung | Bevölkerungsentwicklung | Bevölkerungsentwicklung | Bevölkerungsentwicklung |
| ----------------------- | ----------------------- | ----------------------- | ----------------------- | ----------------------- | ----------------------- | ----------------------- | ----------------------- | ----------------------- |
| Jahr                    | 1968                    | 1975                    | 1982                    | 1990                    | 1999                    | 2006                    | 2017                    |                         |
| Einwohner               | 194                     | 158                     | 446                     | 954                     | 1285                    | 1427                    | 1487                    |                         |